# 姫路市立山之内小学校
姫路市立山之内小学校（ひめじしりつ やまのうちしょうがっこう）姫路市（旧 夢前町）に存在した公立小学校。
児童数の減少などの理由より、2009年度末をもって閉校した。閉校後、校舎は、株式会社香寺ハーブ・ガーデンの工場として再利用されている。

## 沿革
- 2006年（平成18年）3月27日 - 飾磨郡夢前町が姫路市へ編入されたのに伴い、姫路市立山之内小学校と改称。
- 2010年（平成22年）3月31日 - 姫路市立前之庄小学校への統合のため閉校[2]。

## 主な進学先
- 姫路市立鹿谷中学校